# Larry Salgado
Larry Patricio Salgado Duran es Director, Arreglista, Saxofonista, Pianista y Productor Musical, nació en Quito – Ecuador, hijo de José Salgado Vargas – Trompetista, Pianista, Profesor del Conservatorio Nacional de Música, fundador de la Orquesta Sinfónica de Quito y director de la Orquesta “Salgado Jr.” † agosto de 2011. Nieto de Víctor Manuel Salgado Tamayo - Trompetista, Profesor del Conservatorio Nacional de Música y compositor de Música Nacional † octubre de 1974. Sobrino de Corsino Duran Carrion - Violinista, Director del Conservatorio Nacional de Música y fundador de la Orquesta Sinfónica de Quito † enero de 1975.Hermano de Jeaneth Salgado, reconocida cantante Ecuatoriana, ganadora del Festival OTI capítulo Ecuador, en el año 1980.Tío del talentoso cantante Ecuatoriano Daniel Páez Salgado.

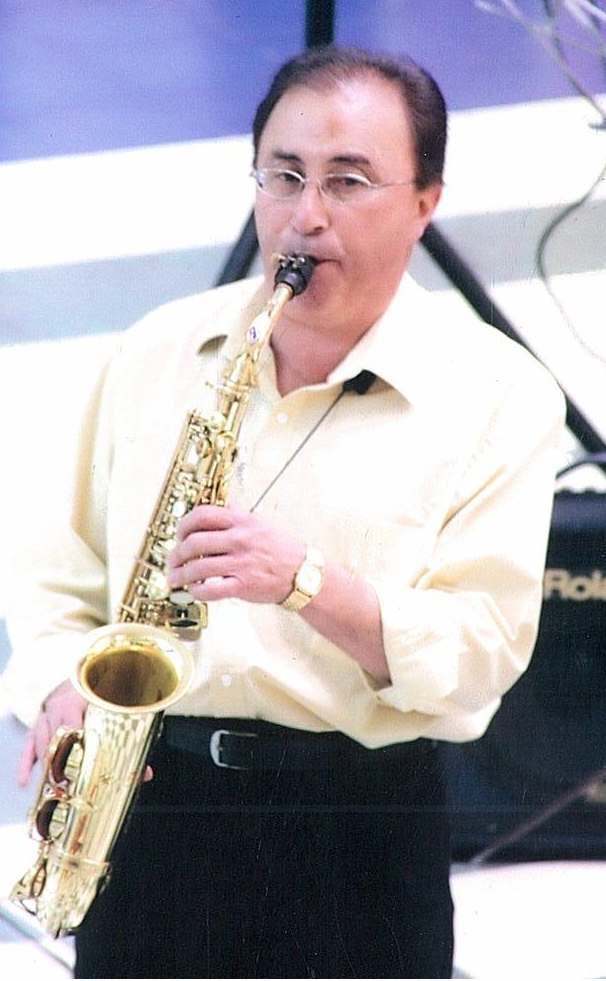
Larry Salgado

## Biografía
Larry Salgado empezó tocando el bajo eléctrico en la Orquesta de su padre y al mismo tiempo realizaba sus estudios en el Conservatorio Nacional de Música de Quito, a los 19 años viaja a Europa para continuar sus estudios musicales y es así que en España estudia en el Real Conservatorio Superior de Madrid. En 1978 decide seguir sus estudios en París y allí es alumno de la Ecole Normale de Musique, Union des Conservatoires Municipaux de París,  y del CIM (Centre d´ Informations Musicales – Escuela de Jazz).En 1983 forma parte, por un corto tiempo de la Big Band del Conservatoire Populaire de Geneve (Suiza) tocando el saxo alto.
En París, conjuntamente con el Saxofonista Nelson Parra y el timbalero Gilberto Ruiz forman un grupo de Salsa llamado “Combinación Latina” del cual era su director y arreglista, con esta formación tocan en bares, Universidades, Centros Culturales y viajan por algunos países europeos,  en pleno furor de la Salsa, años 80.
Regresa a Ecuador en 1984 y forma la primera Big Band de Jazz Institucional en el Conservatorio Nacional de Música de Quito, al mismo tiempo forma sus diferentes agrupaciones musicales con las que hace innumerables conciertos de Jazz. Fue miembro del grupo” Swing  Jazz” liderado por el guitarrista Ángel Cobo, con quien tocó en todos los bares de Jazz que había en Quito entre los años 1985 y 1990. Fue Director de la Banda Sinfónica del Consejo Provincial de Pichincha por el espacio de 3 años(1997-2000), ha sido invitado a dirigir por 3 ocasiones la Banda Sinfónica del Ilustre Municipio de Quito, ha sido también invitado a dirigir la Banda Sinfónica de la Orquesta Sinfónica Nacional. En el año 2003 forma su propia Big Band de Jazz con la que hace conciertos de Jazz, especiales de orquestas y cantantes legendarios.
Larry Salgado ha acompañado a cantantes internacionales como: Nelson  Ned, Leo Marini, Carlos Argentino, Tormenta, Hermanos Arriagada, Claudia de Colombia, Andy Moss (The Platters), Buddy Richard, Anna Ragozzino ,  Ovidio González y a cantantes ecuatorianos como: Jinsop, Patricia Gonzales, Pamela Cortes, Verde 70, Umbral, Jaime Reyes, Jeaneth Salgado, Daniel Páez, Tonny Tamayo.
Salgado siempre anda en la búsqueda de cantantes jóvenes para incentivarles en el mundo del Jazz como ha sido el caso de Alexandra Cabanilla, Nineve Sánchez, Melina Silva, Daniel Páez, Tatiana Gorritti, Josué Piedra, María Augusta Jibaja, Karen Sosa, chicos muy talentosos, quienes han tenido la oportunidad de actuar con la gran Big Band de Salgado consiguiendo grandes resultados.
Durante algunos años trabajo para Agencias de Publicidad haciendo comerciales para radio y televisión.
Director y productor musical de especiales como: Tributo a The Carpenters, Tributo al grupo ABBA, Tributo a Frank Sinatra, Tributo a Tito Puente, Tributo a las tres Divas ( Natalie Cole, Whitney Houston, Donna Summer), Tributo a Armando Manzanero, Temas de Películas, Lo mejor de la balada pop Española, Lo mejor de la balada pop Argentina, , Lo mejor de la balada pop Italiana, Lo mejor de la balada pop Mexicana, Lo mejor de la balada pop Sudamericana, Especial de música Disco, Viva la Salsa, Conciertos de la música de baile de las grandes orquestas, Conciertos de Música Judía, Conciertos de Boleros, Conciertos de Navidad, Conciertos de Música Ecuatoriana, etc.
Con sus agrupaciones musicales ha formado parte de la inauguración del los Hoteles Oro Verde, Hilton Colon (1997), inauguración del Quicentro Shopping, Miss Universo versión Ecuador (2004), en los 100 años del Banco del Pichincha (2006), en los 100 años del Comercio (2006), en los 50 años de Semaica(2006), en los 50 años de Pronaca(2007), en los 40 años de la Universidad UTE(2011), invitado a dirigir el Coro Voz Andes de HCJB (2012), inauguración del Paseo San Francisco (2013), Director de la Orquesta en concierto del pianista Raúl Di Blasio (2014), en los 75 años de Ideal Alambrec (2015), Director de la Orquesta en concierto del grupo Il Volo (2017)
Conciertos para Club Rotario Quito Colonial, Club Rotario Latitud Cero, Centro del muchacho Trabajador, Quicentro Shopping, Bolsa de Valores de Quito, Embajada de Israel, Club el Crack, Casa de la Música.
Show musicales en eventos corporativos para: Coca Cola, Petro Ecuador, Bolsa de Valores de Quito, Wyeth, Medicamenta Ecuatoriana, Bagó, Avon, Yambal, Quito Tenis y Golf Club, Club Arrayanes, Hospital Metropolitano, Revistas: Ekos, Caras. Centros Comerciales: El Jardín, Quicentro Shopping, La Esquina. Restaurantes: Friday´s de 1996 a 1999, Chili Cook 1998 y 1999, Carmine(inauguración sep. 2010), en la reinauguración de Almacenes De Prati en Quicentro Shopping (2014)etc. Y matrimonios de alto nivel social.
En 1992 fue condecorado por el Congreso Nacional del Ecuador, y en el 2008 por el Ilustre Municipio de Quito por sus 35 años de vida musical.
Larry Salgado fue director de la Big Band de Jazz y profesor de saxo del Conservatorio Nacional de Música de Quito durante 26 años hasta el año 2021. En la actualidad continúa realizando conciertos y eventos sociales con sus diferentes formaciones musicales.